# Myrcène
Le myrcène ou β-myrcène, MYR, est un monoterpène de formule semi-développée (CH3)2C=CH–CH2–CH2–C(=CH2)–CH=CH2. Il se présente sous la forme d'un liquide jaunâtre inflammable à l'odeur aromatique agréable.
Il peut être extrait d'huiles essentielles de plusieurs plantes de la famille des lauracées, ainsi que de pin, de genévrier, de zingiberacées (comme le gingembre, le curcuma, la cardamome), de menthe, de sauge, de thym, de carvi, de fenouil, de basilic, d'estragon, d'aneth, de persil, d'armoise, d'angélique, de chanvre, de houblon, d'ylang-ylang, le naosichi, ou encore de serpolet.
Il possède un isomère, le 2-méthyl-6-méthylène-1,7-octadiène, appelé « α-myrcène (en) ».
Il s'agit d'un monoterpène produit et utilisé industriellement comme intermédiaire dans la fabrication de parfums.
Il est produit de façon semi-synthétique à partir de plantes du genre Myrcia, d'où il tire son nom. Il est rarement utilisé directement en parfumerie.
Plutôt instable à l'air libre, il tend à polymériser. Il doit être stabilisé à l'aide d'alkylphénols ou de tocophérols.
Il s'agit par conséquent d'un intermédiaire essentiel dans la préparation d'arômes comme le menthol, le citral, le citronellol, le citronellal, le géraniol, le nérol et le linalol.
Le traitement du myrcène par le chlorure d'hydrogène HCl donne du chlorure de géranyle, du chlorure de néryle et du chlorure de linalyle. Traités à leur tour par l'acide acétique CH3COOH, ces composés donnent respectivement de l'acétate de géranyle, acétate de néryle, et de l'acétate de linalyle. Ces esters sont alors hydrolysés en leur alcool correspondant.
Le myrcène est également converti en myrcénol (en), autre arôme présent dans les lavandes, par hydroamination (en) du 1,3-diène suivie d'une hydrolyse et de l'élimination de l'amine catalysée par le palladium.
En tant que 1,3-diène, le myrcène et le myrcénol subissent une réaction de Diels-Alder avec plusieurs diénophiles tels que l'acroléine pour donner des dérivés du cyclohexène qui sont également utilisés comme arômes.

## Santé
Le myrcène a des propriétés antioxydantes, anti-âge, anti-inflammatoires, analgésiques démontrées chez l'animal, mais les études menées chez l’homme font défaut.